# Rectitud
La rectitud, justicia u honradez es la cualidad o estado de ser moralmente correcto y justificable. Puede considerarse sinónimo de moralidad o virtud. Se puede encontrar en las religiones y tradiciones india, china y abrahámica, entre otras, como concepto teológico. Por ejemplo, desde diversas perspectivas en el zoroastrismo, hinduismo, budismo, islam, cristianismo, confucianismo, taoísmo, judaísmo se considera un atributo que justifica las acciones de una persona; es decir, alguien ha sido juzgado y, a partir de dicho juicio moral, se deduce que lleva una vida agradable a Dios.

## Ética o filosofía moral
La ética es una rama importante de la filosofía que abarca la conducta correcta y el buen vivir. Rushworth Kidder afirma que "las definiciones estándar de ética suelen incluir frases como 'la ciencia del carácter humano ideal' o 'la ciencia del deber moral'". Richard William Paul y Linda Elder definen la ética como "un conjunto de conceptos y principios que nos guían a la hora de determinar qué comportamiento ayuda o perjudica a las criaturas sensibles".

## Religiones abrahámicas y de inspiración abrahámica

### Cristiandad
En el Nuevo Testamento, la palabra justicia, una palabra traducida del griego dikaiosunē, se usa en el sentido de 'ser justo ante los demás' (por ejemplo, Mateo 5:20 ) o 'ser justo ante Dios' (por ejemplo, Romanos 1:17 ). . William Lane Craig sostiene que deberíamos pensar en Dios como el "paradigma, el lugar, la fuente de todos los valores y normas morales". En el relato de Mateo sobre el bautismo de Jesús, éste le dice al profeta que "conviene que cumplamos toda justicia" cuando pide que Juan realice el rito por él. El Sermón del Monte contiene el memorable mandamiento "Buscad el reino de Dios y su justicia".
Un significado secundario de la palabra griega es 'justicia', que se usa para traducirla en algunos lugares en algunas traducciones de la Biblia, por ejemplo, en Mateo 6:33 en la Nueva Biblia inglesa.
Jesús afirma la importancia de la justicia al decir en Mateo 5:20 : "Porque os digo que a menos que vuestra justicia sea mayor que la de los fariseos y los maestros de la ley, no entraréis en el reino de los cielos".
Sin embargo, el apóstol Pablo habla de dos maneras (la teología del pacto dual), al menos en teoría, de alcanzar la justicia: mediante la Ley de Moisés (o Torá ), y mediante la fe en la expiación hecha posible por la muerte y resurrección de Jesucristo (Romanos 10:3-13). No obstante, insiste repetidamente en que la fe es el camino eficaz. Por ejemplo, unos versículos antes, afirma que los judíos no alcanzaron la ley de justicia porque no la buscaban por la fe, sino por las obras. El Nuevo Testamento habla de una salvación fundada en la justicia de Dios, ejemplificada a lo largo de la historia de la salvación narrada en el Antiguo Testamento ( 9–11 ). Pablo escribe a los romanos que la justicia viene por la fe: "... una justicia que es por la fe desde el principio hasta el fin, tal como está escrito: el justo por la fe vivirá" ( 1:17 ).
Santiago 2:14-26 habla de la relación entre las obras de justicia y la fe, y dice que "la fe sin obras está muerta". Las obras de justicia según Santiago incluyen las obras de caridad (Santiago 2:15-16), así como evitar los pecados contra la Ley de Moisés (Santiago 2:11-12).
Pedro 2:7-8 describe a Lot como un hombre justo.

#### Tipo de santo
En la Iglesia Ortodoxa Oriental, "justo" es un tipo de santo que se considera una persona santa bajo la Antigua Alianza (el Israel del Antiguo Testamento). La palabra también se usa a veces para designar a los santos casados de la Nueva Alianza (la Iglesia). Según la teología ortodoxa, los santos justos de la Antigua Alianza no pudieron entrar en el cielo hasta después de la muerte de Jesús en la cruz (Hebreos 11:40), sino que tuvieron que esperar la salvación en el Seno de Abraham (véase: Horadación del Infierno ).

### Islam
La justicia se menciona varias veces en el Corán . El Corán dice que una vida de rectitud es el único camino para ir al cielo.

### Judaísmo
La justicia es uno de los principales atributos de Dios tal y como se describe en la Biblia hebrea . Su significado principal se refiere a la conducta ética (por ejemplo, Levítico 19:36 ; Deuteronomio 25:1 ; Salmos 1:6 ; Proverbios 8:20). En el Libro de Job, el personaje principal se presenta como "un hombre bueno y justo". El Libro de la Sabiduría insta a los gobernantes del mundo a abrazar la justicia.

### Mandeísmo
Una de las primeras autodenominaciones de los mandeos es bhiri zidqa, que significa "elegidos de la justicia" o "los justos elegidos", un término que se encuentra en el Libro de Enoc y el Génesis Apócrifo II, 4. Además de la justicia, zidqa también hace referencia a la limosna.

## Religiones de Asia oriental

### Yi (confucianismo)
El yì (chino mandarín: 義; chino simplificado: 义; chino tradicional: 義; pinyin: yì; jyutping: Ji6; zhuyin fuhao: ㄧˋ), literalmente "justicia, justeza, rectitud o sentido", es un concepto importante en el Confucianismo. Implica una disposición moral para el bien en la vida, con la intuición sostenible, el propósito y la sensibilidad para hacer el bien de manera competente sin esperar recompensa.
El yì coincide con la orientación de la filosofía confuciana hacia el cultivo de la reverencia o la benevolencia (ren) y la práctica hábil (li).
El yì representa una perspicacia moral que va más allá del simple cumplimiento de las normas, ya que se basa en la empatía, implica una comprensión equilibrada de una situación e incorpora las "percepciones creativas" y el fundamento necesarios para aplicar las virtudes a través de la deducción (yin y yang) y la razón "sin perder el propósito y la dirección para el bien total de la fidelidad". El yì representa este ideal de totalidad, así como una capacidad generadora de decisiones para aplicar una virtud de forma adecuada y apropiada en una situación".
En la aplicación, el yì es un "principio complejo" que incluye: 
1. La habilidad para elaborar acciones que tengan idoneidad moral de acuerdo con una situación concreta dada.
2. El sabio reconocimiento de tal idoneidad.
3. La satisfacción intrínseca que proviene de ese reconocimiento.

## Religiones indias
Puede que no exista una traducción de una sola palabra para dharma en inglés, pero se puede traducir como rectitud, religión, fe, deber, ley y virtud. Las connotaciones de dharma incluyen rectitud, bien, naturalidad, moralidad, rectitud y virtud. En el lenguaje común, dharma significa "forma correcta de vivir" y "camino de la rectitud". Engloba ideas como el deber, los derechos, el carácter, la vocación, la religión, las costumbres y toda conducta considerada apropiada, correcta o "moralmente recta". Se explica como una ley de rectitud y se equipara con satya (verdad): "...cuando un hombre dice la Verdad, dicen: 'Él habla el Dharma'; y si habla el Dharma, dicen: 'Él habla el Dharma'. ¡Verdad!' Porque ambos son uno"

La rueda en el centro de la bandera de la India simboliza el Dharma.

La importancia del dharma para los sentimientos indios queda ilustrada por la decisión del gobierno de la India en 1947 de incluir el Ashoka Chakra, una representación del Dharma-chakra (la rueda del dharma), como motivo central de su bandera.
En la filosofía y religión hindú, se pone mayor énfasis en la moralidad práctica individual. En las epopeyas sánscritas, esta preocupación es omnipresente. Incluyendo deberes, derechos, leyes, conducta, virtudes y "modo correcto de vivir". Las epopeyas sánscritas contienen temas y ejemplos en los que el bien prevalece sobre el mal, el bien sobre el mal.
En una inscripción atribuida al emperador indio Ashoka del año 258 a. C., en textos sánscritos, arameos y griegos, aparece una traducción griega de la palabra sánscrita dharma: la palabra eusebeia. Esto sugiere que dharma era un concepto central en la India en ese momento, y significaba no sólo ideas religiosas, sino ideas de derecho, de bien y del deber.
El Ramayana es una de las dos grandes epopeyas indias. Cuenta sobre la vida en la India alrededor del 1000 BCE y ofrece modelos en dharma . El héroe, Rama, vivió toda su vida según las reglas del dharma ; por eso se le considera heroico. Cuando Rama era un niño, era el hijo perfecto. Más tarde fue un marido ideal para su fiel esposa, Sita, y un gobernante responsable de Aydohya. Cada episodio de Ramayana presenta situaciones de la vida y cuestiones éticas en términos simbólicos. Los personajes debaten la situación y finalmente el bien prevalece sobre el mal, el bien sobre el mal. Por esta razón, en las epopeyas hindúes, al rey bueno, moralmente recto y respetuoso de la ley se le llama dharmaraja .
De manera similar, en Mahabharata, la otra gran epopeya india, dharma es central y se presenta con simbolismos y metáforas. Cerca del final de la epopeya, el dios Yama, al que se hace referencia como dharma en el texto, es retratado tomando la forma de un perro para poner a prueba la compasión de Yudhishthira, a quien se le dice que no puede entrar al paraíso con un animal así, pero que se niega a abandonar a su compañero, por cuya decisión luego es elogiado por dharma . El valor y atractivo del Mahabharata no reside tanto en su compleja y apresurada presentación de la metafísica en el libro 12, afirma Daniel HH Ingalls, porque la metafísica india se presenta de manera más elocuente en otras escrituras sánscritas. El atractivo de Mahabharata, como Ramayana, está en su presentación de una serie de problemas morales y situaciones de la vida, a los que generalmente se dan tres respuestas, según Ingalls: una respuesta es de Bhima, que es la respuesta de fuerza bruta, un ángulo individual que representa el materialismo, el egoísmo y el yo; la segunda respuesta es de Yudhishthira, que es siempre un llamamiento a la piedad y a los dioses, a la virtud social y a la tradición; la tercera respuesta es la del introspectivo Arjuna, que se sitúa entre los dos extremos y que, afirma Ingalls, revela simbólicamente las mejores cualidades morales del hombre. Las epopeyas del hinduismo son un tratado simbólico sobre la vida, las virtudes, las costumbres, la moral, la ética, la ley y otros aspectos del dharma. Hay una extensa discusión sobre dharma a nivel individual en las Epopeyas del hinduismo, observa Ingalls; por ejemplo, sobre el libre albedrío versus el destino, cuándo y por qué los seres humanos creen en cualquiera de los dos, concluyendo en última instancia que los fuertes y prósperos defienden naturalmente el libre albedrío, mientras que aquellos que enfrentan dolor o frustración se inclinan naturalmente hacia el destino. Las epopeyas del hinduismo ilustran varios aspectos del dharma, son un medio para comunicar dharma con metáforas.
En el hinduismo, dharma significa conductas que se consideran de acuerdo con Ṛta, el orden que hace posible la vida y el universo, e incluye deberes, derechos, leyes, conducta, virtudes y "forma correcta de vivir". El concepto de dharma ya estaba en uso en la religión védica histórica, y su significado y alcance conceptual ha evolucionado a lo largo de varios milenios. El antiguo texto moral tamil de Tirukkural se basa únicamente en aṟam, el término tamil para dharma . El antónimo de dharma es adharma .
En el budismo, dharma significa ley y orden cósmicos, pero también se aplica a las enseñanzas del Buda. En la filosofía budista, dhamma / dharma es también el término para " fenómenos ". Dharma se refiere no sólo a los dichos de Buda, sino también a las tradiciones posteriores de interpretación y adición que las diversas escuelas de budismo han desarrollado para ayudar a explicar y ampliar las enseñanzas de Buda. Otros aún ven el dharma como una referencia a la "verdad", o la realidad última de "la forma en que realmente son las cosas" ( en tibetano: ཆོས chö)

### Jainismo
El Tattvartha Sutra menciona Das-dharma con el significado de "justo". Estos son la tolerancia, la modestia, la franqueza, la pureza, la veracidad, el autocontrol, la austeridad, la renunciación, el desapego y el celibato.
Para los sijs, la palabra Dharm significa el camino de la rectitud y la práctica religiosa adecuada. Para los sijs, la palabra dharam ( punjabi : ਧਰਮ , dharam ) significa el camino de la rectitud y la práctica religiosa adecuada. Guru Granth Sahib en el himno 1353 connota dharam como deber. El movimiento 3HO en la cultura occidental, que ha incorporado ciertas creencias sikh, define sikh dharam en términos generales como todo lo que constituye religión, deber moral y forma de vida.

## Religiones persas

### Zoroastrismo
En el zoroastrismo, asha es un principio importante de la religión zoroástrica con una gama de significados compleja y matizada. Comúnmente se resume de acuerdo con sus implicaciones contextuales de "verdad" y "rectitud", "orden" y "correcto funcionamiento".
Desde una edad temprana, a los zoroastrianos se les enseña a buscar la rectitud siguiendo el Triple Sendero de asha : humata, huxta, huvarshta (Buenos pensamientos, buenas palabras, buenas acciones).
Uno de los mantras más sagrados de la religión es el Ashem Vohu, que ha sido traducido como una "Oda a la Justicia". Hay muchas traducciones que difieren debido a la complejidad del avéstico y los conceptos involucrados (para otras traducciones, ver: Ashem Vohu ).
"La justicia es el mejor bien y es felicidad. La felicidad es para quien es justo, por causa de la mejor justicia".